# Großer Waldsee

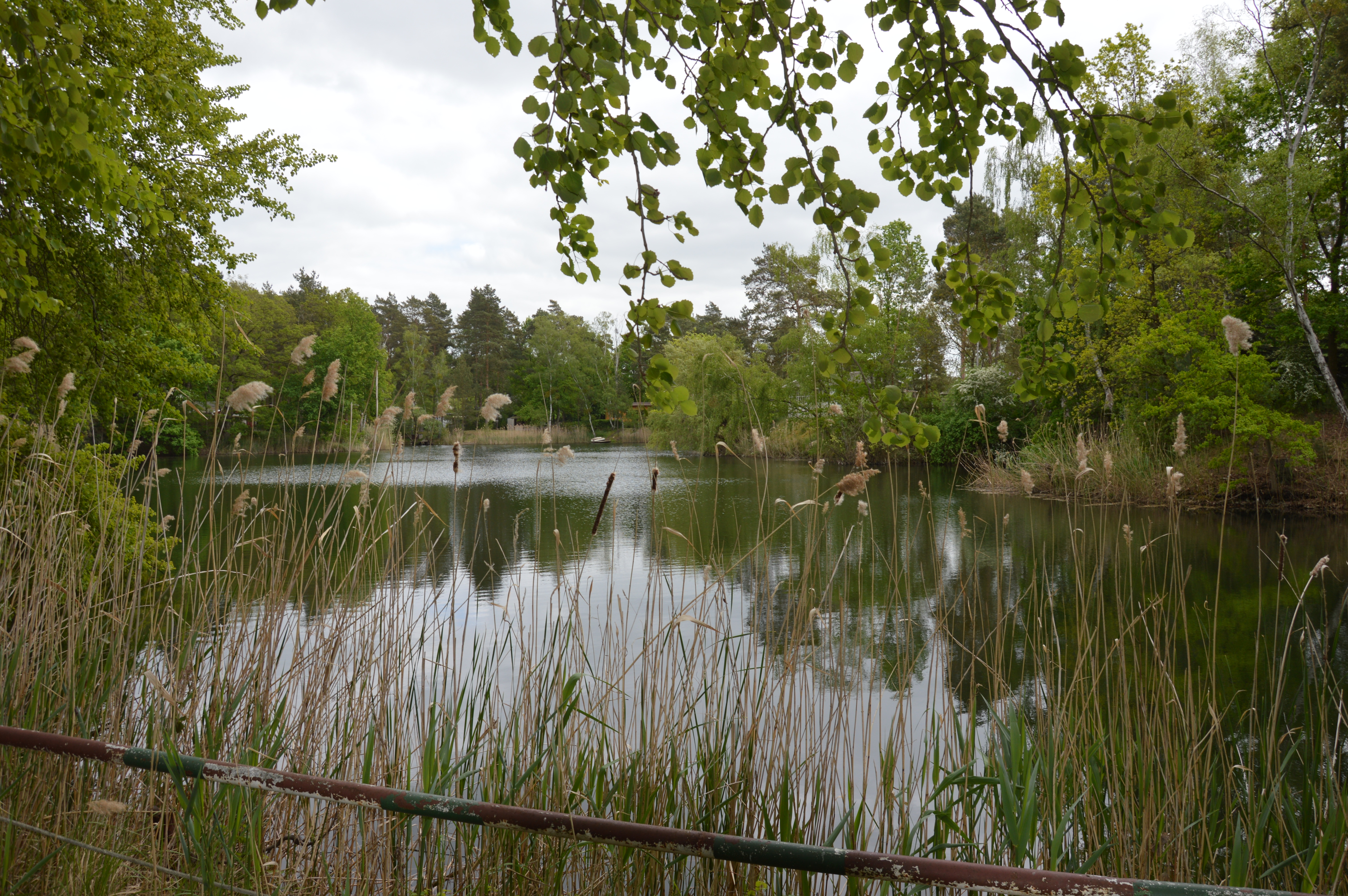
Großer Waldsee, Blick vom Westufer

Der Große Waldsee ist ein See nördlich des zu Schönebeck (Elbe) gehörenden Dorfes Plötzky in Sachsen-Anhalt.
Der See ist von Bungalows umgeben und befindet sich in Privatbesitz. Er weist annähernd eine Hufeisenform auf. Seine maximale Ausdehnung beträgt etwa 150 Meter. In der näheren Umgebung befinden sich diverse weitere kleine Seen, so etwas weiter westlich der Kleine Waldsee und nordöstlich der Grüne Waldsee.